# Championnat de Hong Kong de football 1986-1987
Navigation
Saison précédente Saison suivante
La saison 1986-1987 du Championnat de Hong Kong de football est la quarante-deuxième édition de la première division à Hong Kong, la First Division League. Elle regroupe, sous forme d'une poule unique, les huit meilleures équipes du pays qui se rencontrent deux fois, à domicile et à l'extérieur. En fin de saison,  pour permettre le passage du championnat à 10 équipes sur deux saisons, les deux derniers du classement sont relégués et remplacés par les trois meilleurs clubs de Second Division League, la deuxième division hongkongaise.
C'est le club de South China AA, tenant du titre, qui remporte à nouveau le championnat cette saison après avoir terminé en tête du classement final, avec un seul point d'avance sur Eastern AA et deux sur Happy Valley AA. C'est le vingt-et-unième titre de champion de Hong Kong de l'histoire du club, qui réalise le doublé en s'imposant face à Happy Valley en finale de la Coupe de Hong Kong.

## Clubs participants
- Hong Kong FC - Promu de D2
- South China AA
- Eastern AA
- Happy Valley AA
- Hong Kong Rangers - Promu de D2
- Tsuen Wan FC
- Double Flower FA
- Sea Bee FC

## Compétition
Le barème de points servant à établir les classements se décompose ainsi :
- Victoire : 2 points
- Match nul : 1 point
- Défaite : 0 point

### Classement
| Rang | Équipe               | Pts | J  | G  | N | P  | Bp | Bc | Diff |
| ---- | -------------------- | --- | -- | -- | - | -- | -- | -- | ---- |
| 1    | South China AA'T'C   | 20  | 14 | 10 | 0 | 4  | 37 | 7  | +30  |
| 2    | Eastern AA           | 19  | 14 | 8  | 3 | 3  | 17 | 9  | +8   |
| 3    | Happy Valley AA      | 18  | 14 | 9  | 0 | 5  | 28 | 10 | +18  |
| 4    | Sea Bee FC           | 17  | 14 | 7  | 3 | 4  | 13 | 8  | +5   |
| 5    | Tsuen Wan FC         | 14  | 14 | 5  | 4 | 5  | 18 | 21 | -3   |
| 6    | Double Flower FA     | 11  | 14 | 4  | 3 | 7  | 12 | 19 | -7   |
| 7    | Hong Kong FCP        | 11  | 14 | 4  | 3 | 7  | 9  | 28 | -19  |
| 8    | Hong Kong Police FCP | 2   | 14 | 0  | 2 | 12 | 7  | 39 | -32  |

|  | Qualification pour la Coupe d'Asie des clubs champions 1987-1988           |
|  | Relégation directe en deuxièùme division                                   |
|  | T : Tenant du titre C : Vainqueur de la Coupe de Hong Kong P : Promu de D2 |

## Bilan de la saison
| Championnat de Hong Kong de football 1986-1987 |                            |
| Champion                                       | South China AA (21e titre) |
| Coupes et trophées                             |                            |
| Vainqueur de la Coupe de Hong Kong 1986-1987   | South China AA             |
| Qualifications continentales                   |                            |
| Coupe d'Asie des clubs champions 1987-1988     | South China AA             |
| Promotions et relégations                      |                            |
| Promus en First Division League                | Sing Tao SC                |
| Promus en First Division League                | Po Chai Pills FC           |
| Promus en First Division League                | May Ching FC               |
| Relégués en Second Division League             | Hong Kong FC               |
| Relégués en Second Division League             | Hong Kong Police FC        |